# Romans (Ain)
Romans – miejscowość i gmina we Francji, w regionie Owernia-Rodan-Alpy, w departamencie Ain.

## Demografia
Według danych na styczeń 2012 roku gminę zamieszkiwało 601 osób, a gęstość zaludnienia wynosiła 26,9 osób/km².